# Dionysopithecus
Dionysopithecus es un género extinto de primates catarrinos que se originó en el Mioceno. Los restos fueron hallados únicamente en China, en Songlinzhuang, Sihong, Jiangsu. Sería un primate arborícola de dieta era omnívora.